# Harry Winks
Harry Winks (Hemel Hempstead, 2 februari 1996) is een Engels voetballer die doorgaans als centrale middenvelder speelt. Hij tekende in juli 2023 bij Leicester City, dat hem overnam van Tottenham Hotspur. Winks debuteerde in 2017 in het Engels voetbalelftal.

## Clubcarrière

### Tottenham Hotspur
Winks stroomde door vanuit de jeugdopleiding van Tottenham Hotspur. Hier tekende hij op 27 juli 2014 zijn eerste profcontract. Hij debuteerde op 27 november 2014 onder coach Mauricio Pochettino in het eerste elftal, in een wedstrijd in de Europa League tegen FK Partizan. Hij viel toen in voor Paulinho. Op 17 september 2015 volgde zijn tweede optreden, in de Europa League tegen FK Qarabag. Winks viel na 76 minuten in voor Eric Dier.
Na een eerste seizoen waarin hij bijna twintig keer inviel bij Tottenham, miste Winks bijna de helft van 2017/18 vanwege enkelklachten. Hij brak in 2018/19 door in het eerste elftal. Hij speelde in 25 van de eerste 28 speelronden in de Premier League en 9 van Tottenhams eerste 10 wedstrijden in de Champions League. Hij maakte op 20 januari 2019 het winnende doelpunt tijdens een 1–2 overwinning uit bij Fulham. Winks liep in maart 2019 weer een blessure op, deze keer aan zijn lies. Die kostte hem bijna drie maanden. Hij keerde wel nog net op tijd terug om in de basis te beginnen tijdens de finale van de Champions League 2018/19. Tottenham en hij verloren die van Liverpool (0–2). Winks speelde in 2019/20 voor het eerst meer dan dertig speelronden in de Premier League. In 26 daarvan stond hij bovendien in de basis. Dat coach Pochettino in november 2019 werd opgevolgd door José Mourinho leek zijn speelkansen daarbij niet te schaden. De Portugees gooide het middenveld van Tottenham Hotspur in 2020/21 echter flink om en Wink was een van de slachtoffers daarvan. Mourinho was voor het einde van het seizoen weg, maar Winks bleef ook onder zijn opvolgers voornamelijk invaller.

### Sampdoria
Tottenham Hotspur verhuurde Winks in augustus 2022 voor een jaar aan Sampdoria. Hier liep hij binnen een week weer een enkelblessure op. Zijn debuut in de Serie A liet daardoor op zich wachten tot januari 2023, tegen Empoli. Daarna was hij de rest van het seizoen wel basisspeler bij de Italiaanse club. Sampdoria en hij eindigden op de laatste plaats. Hij speelde twintig wedstrijden voor Sampdoria en keerde vervolgens terug naar Engeland.

### Leicester City
Winks verliet Tottenham in juli 2023 definitief en tekende voor drie jaar bij Leicester City, dat in het voorgaande seizoen degradeerde naar de Championship. Met die club won hij in zijn eerste seizoen direct de Championship, waardoor de club na één jaar afwezigheid terugkeerde in de Premier League. Winks was hierin belangrijk en miste slechts één competitiewedstrijd door een schorsing. 

## Clubstatistieken
| Seizoen         | Club              | Competitie      | Competitie | Competitie | Beker | Beker | Internationaal | Internationaal | Totaal | Totaal |
| Seizoen         | Club              | Competitie      | Wed.       | Dlp.       | Wed.  | Dlp.  | Wed.           | Dlp.           | Wed.   | Dlp.   |
| --------------- | ----------------- | --------------- | ---------- | ---------- | ----- | ----- | -------------- | -------------- | ------ | ------ |
| 2014/15         | Tottenham Hotspur | Premier League  | 0          | 0          | 0     | 0     | 1              | 0              | 1      | 0      |
| 2015/16         | Tottenham Hotspur | Premier League  | 0          | 0          | 0     | 0     | 2              | 0              | 2      | 0      |
| 2016/17         | Tottenham Hotspur | Premier League  | 21         | 1          | 6     | 0     | 6              | 0              | 33     | 1      |
| 2017/18         | Tottenham Hotspur | Premier League  | 16         | 0          | 4     | 0     | 5              | 0              | 25     | 0      |
| 2018/19         | Tottenham Hotspur | Premier League  | 26         | 1          | 5     | 0     | 10             | 0              | 41     | 1      |
| 2019/20         | Tottenham Hotspur | Premier League  | 31         | 0          | 5     | 0     | 5              | 0              | 41     | 0      |
| 2020/21         | Tottenham Hotspur | Premier League  | 15         | 0          | 5     | 1     | 10             | 1              | 30     | 2      |
| 2021/22         | Tottenham Hotspur | Premier League  | 19         | 0          | 6     | 1     | 5              | 0              | 30     | 1      |
| 2022/23         | → Sampdoria       | Serie A         | 20         | 0          | 0     | 0     | 0              | 0              | 20     | 0      |
| 2023/24         | Leicester City    | Championship    | 44         | 2          | 3     | 0     | 0              | 0              | 47     | 2      |
| Carrière totaal | Carrière totaal   | Carrière totaal | 192        | 4          | 34    | 2     | 44             | 1              | 270    | 7      |

Bijgewerkt op 1 juli 2023

## Interlandcarrière
Winks kwam uit voor meerdere Engelse nationale jeugdelftallen. In 2014 debuteerde hij in Engeland –19 en in 2016 in Engeland –21. Winks debuteerde op 8 oktober 2017 onder bondscoach Gareth Southgate in het Engels voetbalelftal, in een met 0–1 gewonnen WK-kwalificatiewedstrijd in en tegen Litouwen. Zijn eerste interlanddoelpunt volgde op 17 november 2019. Hij maakte toen het openingsdoelpunt in een met 0–4 gewonnen EK-kwalificatiewedstrijd in en tegen Kosovo.